# Cheilanthes angustifrondosa
Cheilanthes angustifrondosa är en kantbräkenväxtart som beskrevs av Arthur Hugh Garfit Alston. Cheilanthes angustifrondosa ingår i släktet Cheilanthes och familjen Pteridaceae. Inga underarter finns listade.